# Muse (ciudad)
Muse es una ciudad en el norte del estado de Shan, en Birmania. Está situada en el río Shweli, y está conectada por un puente y una carretera con Ruili en la provincia de Yunnan, China. 
Se trata de un importante cruce fronterizo entre Birmania y China, con Ruili situada al otro lado de la frontera.

## Transporte
Muse está conectada con Mandalay (ciudad) y con Lashio por la Ruta Nacional tres. La carretera Mandalay -Lashio-Muse incluía parte de la Ruta de Birmania, y fue reconstruida y mejorada para el tráfico pesado en 1998. Se ha reducido el tiempo de viaje de 2 días, incluso una semana en la temporada de lluvias, a sólo de 12 a 16 horas. Muse también está conectada con el centro del país a través de la línea ferroviaria Mandalay-Lashio.
Un viejo puente conocido por los lugareños como el "Puente Gun", debido a la frecuente tráfico de armamento desde China al gobierno militar de Birmania se cerró en 2005, sustituido por un nuevo puente con un espectro más amplio y mejor.

## Economía
El comercio transfronterizo fue prohibido por Ne Win después que los militares llegaron al poder en Birmania en 1962, pero la prohibición se levantó tras negociaciones en 1988. El comercio bilateral ha aumentado de manera constante, cada vez mayor en un 60% en el año fiscal de 2008, y constituye el 24% del comercio de Birmania a China como un importante socio comercial en segundo lugar solamente después de Tailandia.
Birmania exporta principalmente materias primas como productos agrícolas, pescado, madera, piedras preciosas y minerales,e importa bienes de consumo como, electrónica, maquinaria y alimentos procesados. La Muse's '105th mile Trade Zone, es una zona fronteriza de 150 hectáreas, inaugurado en abril de 2006, ocupando el puesto #1 de comercio fronterizo, siendo hasta el 70% del comercio fronterizo con China. Una feria se celebra anualmente cada diciembre desde 2001 entre los dos pueblos de la frontera  con India, Bangladés y Tailandia, así como con China.
En 2007, la milicia local, bajo las órdenes de las autoridades militares, se apoderaron de 10 mil hectáreas de tierra en la zona, principalmente plantaciones de té y naranja, así como las granjas pequeñas, con poca o ninguna compensación, en un intento por cultivar frutos secos para el biodiésel.
El 8 de mayo de 2008, los militares decomisaron 20 camiones cargados de galletas y otros bienes a Muse supuestamente para ayuda de las víctimas del ciclón Nargis.
Una empresa se conjunta entre Birmania y China para la construcción de oleoductos y gasoductos de la bahía de Bengala, a través de Mandalay, a través de Muse a Kunming, en la provincia de Yunnan, se inició en 2009.